# Kabeisemannsbach
Der Kabeisemannsbach ist ein 1,251 km langes Fließgewässer in Bochum-Hamme im Bereich des Westkreuzes, also der Anschlussstelle der Bundesautobahn 40 an den Bochumer Ring. Ihm fließt dort mündungsnah von rechts der Ahbach zu. Er selbst entwässert von links in den Goldhammer Bach. Die ehemaligen Klärteiche des Kabeisemannsbachs waren 2009 eine zu sanierende Altlastenfläche aus der Zeit der Stahlproduktion im Thyssen-Krupp-Werk. Die Emschergenossenschaft plant die Renaturierung.